# Hagon
Hagon is een Brits historisch merk van grasbaanracemotoren.
Alf Hagon was een Britse frame-bouwer die in 1968 de Hagon- en Elstar-grasbaanframes introduceerde. De gebruikte motorblokken kwamen onder andere van Weslake. In 1975 kwam er een Hagon-Yamaha-zijspancrosser voor Ton van Heugten, maar de voornaamste producten bleven toch grasbaanframes, hoewel in 1977 nog crossmotoren met Yamaha XT-500 motorblokken werden gemaakt. In 1978 werd ook een motocross-zijspancombinatie met een Yamaha-motor geproduceerd.
Hierna werd de productie van Girling schokbrekers voortgezet en doorontwikkeld.
Later werd Hagon Products Ltd een toonaangevende fabrikant van schokbrekers voor motoren met export naar alle landen. In 2007 was Alf Hagon nog steeds adviseur in de fabriek.
De overige werkzaamheden van Hagon waren het richten van gietwielen en het bouwen van spaakwielen.